# Borgward Hansa 1500
La Borgward Hansa 1500 era una automobile di classe media prodotta tra il 1949 e il 1954 dalla società Carl F.W. Borgward GmbH che aveva sede a Brema.
Venne presentata per la prima volta al salone dell'automobile di Ginevra del marzo del 1949 mentre la produzione iniziò il 13 ottobre dello stesso anno. Nel 1952 venne introdotto il modello Hansa 1800 che era molto simile alla Hansa 1500.
La Hansa 1500 verrà sostituita nel 1954 dalla Borgward Isabella.
Indicato spesso come il primo nuovo modello realizzato dall'industria automobilistica tedesca dopo la seconda guerra mondiale con la Hansa 1500 la Borgward introdusse, con diversi anni di anticipo, l'innovativa - per l'epoca - carrozzeria tipo Ponton a tre volumi che verrà poi resa famosa in tutta Europa dalla Mercedes-Benz con il suo modello W120.

## La Hansa 1500
Il modello venne lanciato con carrozzeria berlina a due o a quattro porte completamente in acciaio e realizzata attorno ad un telaio centrale dello stesso materiale. L'aspetto estetico condivideva alcune caratteristiche di quello della Ford del 1949. I parafanghi erano completamente integrati nella carrozzeria e l'abitacolo era a tutta larghezza. All'epoca i competitori erano rappresentati dai modelli della Opel e della Mercedes-Benz che però dal punto di vista estetico ancora si rifacevano ai veicoli antecedenti allo scoppio della seconda guerra mondiale. La larghezza dell'abitacolo della Hansa 1500 era esaltato dalla scelta di introdurre i sedili a panca sia per i posti anteriori che per quelli posteriori. Questa caratteristica ricevette commenti molto positivi da parte della stampa e rendeva l'auto una vera sei posti.
Altra caratteristica innovativa, per il 1949, era il cofano del portabagagli separato che permetteva di accedere al vano dall'esterno della vettura. All'anteriore il cofano era incernierato sui lati e poteva essere aperto, se necessario, sia dal lato destro che da quello sinistro. Al posto dei tradizionali indicatori di direzione a semaforo la Hansa 1500 era dotata all'anteriore di luci lampeggianti che venivano utilizzate per indicare la direzione di svolta. Questa caratteristica veniva replicata al posteriore con le luci lampeggianti a tre funzioni che erano composte da una luce di segnalazione fissa, dagli indicatori di arresto e dagli indicatori lampeggianti di direzione in stile USA.
Il volante era collegato al piantone centrale da tre set di sottili tondini simili a delle bacchette. Il design del volante, che riportava a quello delle prime Porsche, assicurava la minima riduzione della visibilità della strumentazione del cruscotto. Sul lato del piantone di sterzo si trovava la leva del cambio al volante.

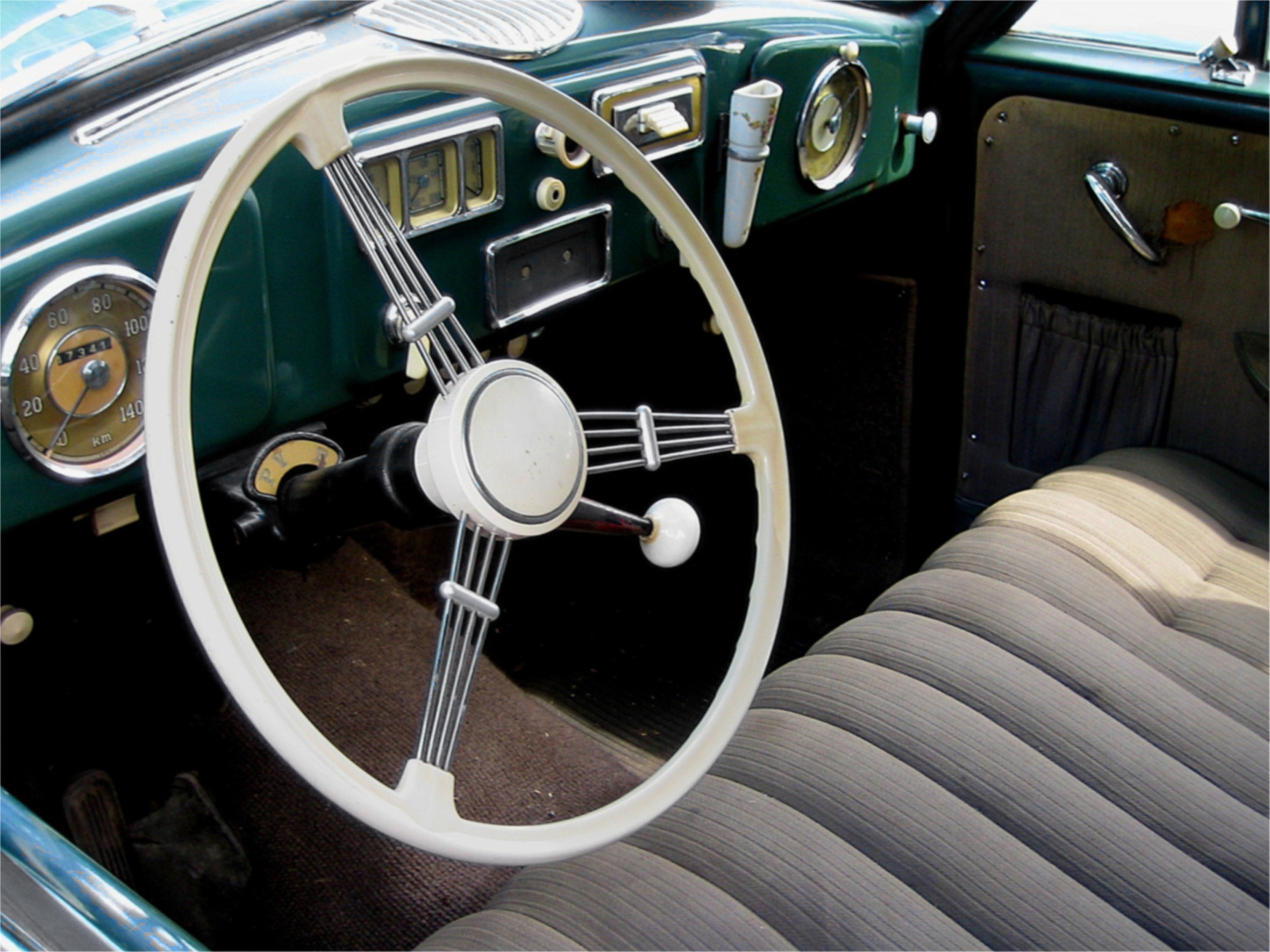
L'interno della Hansa 1500

La versione due porte familiare e la due porte cinque posti cabriolet erano disponibili contemporaneamente alla versione due porte due posti. La cabriolet veniva assemblata dalla carrozzeria Hebmüller che aveva sede a Wülfrath che le costruì fino al maggio del 1952.

### Motore, trasmissione e telaio
La Hansa venne introdotta con il motore quattro cilindri da 1.498 con albero a camme in testa che forniva una potenza di 35 kW (48 hp). Nel 1952 il motore venne modificato per produrre una potenza di 38 kW (52 hp). Una versione da 49 kW (66 hp) di questo motore venne installato sulla versione Sport Cabriolet.  Il motore della Borgward aveva un design inusuale perché il principale collettore era sistemato sopra al motore e passava attraverso il coperchio delle valvole insieme con i carburatori. Bill Blydenstein modificò diversi di questi motori che li utilizzò nelle gare ottenendo un discreto successo.
Il cambio al volante controllava una trasmissione manuale a tre marce o una automatica a due rapporti con l'indicatore della marcia inserita posto sul piantone dello sterzo.
Le sospensioni erano a ruote indipendenti per la sospensione posteriore e con molle e ammortizzatori idraulici per tutte le ruote. I freni di tutte e quattro le ruote erano azionati per mezzo di un sistema idraulico. Il freno a mano era del tipo meccanico ed agiva sulle sole ruote posteriori.

## Hansa 1800
Nel 1952 venne introdotta la più veloce 'Borgward Hansa 1800. Dotata di un motore quattro cilindri da 1.758 cc di cilindrata produceva 44 kW (60 hp) ed aveva una trasmissione a quattro marce con sincronizzatore tra le due merce superiori. Gli indicatori di direzione che nella Hansa 1500 erano posizionati sotto i fari vennero spostati nella Hansa 1800 sulla parte superiore del parafango anteriore.
Anche la nuova vettura era disponibile con carrozzeria berlina due e quattro porte, cabriolet e familiare.
L'anno successivo divenne disponibile la versione con motore a gasolio della Hansa 1800. La cilindrata di questo motore era la stessa di quello a benzina ma la potenza era di 31 kW (42 hp). Provata nel 1954 dalla rivista britannica The Motor la Hansa diesel raggiunse una velocità massima di 109 km/h (68 mph) ed accelerava da 0 a 80 km/h di 27,9 secondi. Il consumeo di carburante era di 6,19 L/100 km (45.6 miglia per gallone UK - 38 miglia per gallone USA). La vettura del test costava all'epoca in Gran Bretagna 1.493 sterline, tasse comprese.